# Vrachási
Vrachási, en grec moderne : Βραχάσι, auparavant appelé Vrachásion (Βραχάσιον), est un village de montagne du dème d'Ágios Nikólaos, dans le district régional de Lassithi, en Crète, en Grèce. Il est situé à l'est de Héraklion et au nord-ouest d'Ágios Nikólaos. Selon le recensement de 2011, la population de Vrachási compte 311 habitants.

## Recensements de la population
| Recensements | 1913 | 1928 | 1940 | 1951 | 1961 | 1971 | 1981 | 1991 | 2001 | 2011 |
| ------------ | ---- | ---- | ---- | ---- | ---- | ---- | ---- | ---- | ---- | ---- |
| Population   | 1586 | 1426 | 1273 | 1199 | 999  | 804  | 636  | 522  | 382  | 311  |

## Source de la traduction
- (el) Cet article est partiellement ou en totalité issu de l’article de Wikipédia en grec moderne intitulé « Βραχάσι Λασιθίου » (voir la liste des auteurs).